# Andre Ewell
Andre Ewell (Anaheim, 21 de janeiro de 1988) é um lutador americano de artes marciais mistas, atualmente competindo no peso galo do Ultimate Fighting Championship.

## Início
Ewell desde jovem se destacava em futebol americano pela Arlington High School. Ele foi oferecido uma bolsa integral na Universidade da Califórnia em Los Angeles (UCLA) após se formar no ensino médio. Entretanto,
devido à suas péssimas notas, ele teve que ir estudar em uma faculdade comunitária. Na faculdade, ele começou a treinar boxe e suas primeiras lutas foram um completo desastre, sendo nocauteado em todas. Enquanto estava na faculdade nasceu seu filho Eli, e após se separar da mãe de seu filho, ele perdeu custódia do garoto. Ele fez a transição para o MMA na intenção de crescer no esporte e provar ao juiz que ele poderia ser o provedor financeiro para seu filho.

## Carreira no MMA

### Ultimate Fighting Championship
Em sua estreia no UFC Ewell enfrentou Renan Barão em 22 de setembro no UFC Fight Night: Santos vs. Anders. Ewell venceu por decisão dividida.
Ewell enfrentou Nathaniel Wood em 29 de dezembro de 2018 no UFC 232: Jones vs. Gustafsson II. Ele perdeu por finalização no terceiro round.
Ewell enfrentou Anderson dos Santos em 22 de junho de 2019 no UFC Fight Night: Moicano vs. Korean Zombie. Ele venceu por decisão unânime.
Ewell enfrentou Marlon Vera em 12 de outubro de 2019 no UFC Fight Night: Joanna vs. Waterson. Ele perdeu por nocaute técnico no terceiro round.
Ewell enfrentou Jonathan Martinez em 8 de fevereiro de 2020 no UFC 247: Jones vs. Reyes. Ele venceu por decisão dividida.

## Cartel no MMA
| Cartel no MMA   |             |            |
| 25 lutas        | 17 vitórias | 8 derrotas |
| Por nocaute     | 7           | 2          |
| Por finalização | 4           | 3          |
| Por decisão     | 6           | 3          |

| Res.    | Cartel | Oponente            | Método                                | Evento                                                    | Data       | Round | Tempo | Local                       | Notas                                             |
| ------- | ------ | ------------------- | ------------------------------------- | --------------------------------------------------------- | ---------- | ----- | ----- | --------------------------- | ------------------------------------------------- |
| Derrota | 17-9   | Charles Jourdain    | Decisão (unânime)                     | UFC Fight Night: Lewis vs. Daukaus                        | 18/12/2021 | 3     | 5:00  | Las Vegas, Nevada           |                                                   |
| Derrota | 17-8   | Julio Arce          | Nocaute Técnico (socos)               | UFC on ESPN: Sandhagen vs. Dillashaw                      | 24/07/2021 | 2     | 3:45  | Enterprise, Nevada          |                                                   |
| Derrota | 17-7   | Chris Gutiérrez     | Decisão (unânime)                     | UFC 258: Usman vs. Burns                                  | 13/02/2021 | 3     | 5:00  | Las Vegas, Nevada           |                                                   |
| Vitória | 17-6   | Irwin Rivera        | Decisão (dividida)                    | UFC Fight Night: Covington vs. Woodley                    | 19/09/2020 | 3     | 5:00  | Las Vegas, Nevada           |                                                   |
| Vitória | 16-6   | Jonathan Martinez   | Decisão (dividida)                    | UFC 247: Jones vs. Reyes                                  | 08/02/2020 | 3     | 5:00  | Houston, Texas              |                                                   |
| Derrota | 15-6   | Marlon Vera         | Nocaute Técnico (cotoveladas e socos) | UFC Fight Night: Joanna vs. Waterson                      | 12/10/2019 | 3     | 3:17  | Tampa, Florida              |                                                   |
| Vitória | 15-5   | Anderson dos Santos | Decisão (unânime)                     | UFC Fight Night: Moicano vs. Korean Zombie                | 22/06/2019 | 3     | 5:00  | Greenville, Carolina do Sul |                                                   |
| Derrota | 14-5   | Nathaniel Wood      | Finalização (mata leão)               | UFC 232: Jones vs. Gustafsson II                          | 29/12/2018 | 3     | 4:12  | Inglewood, California       |                                                   |
| Vitória | 14-4   | Renan Barão         | Decisão (dividida)                    | UFC Fight Night: Santos vs. Anders                        | 22/09/2018 | 3     | 5:00  | São Paulo                   | Estreia no UFC.                                   |
| Vitória | 13-4   | Dinis Paiva         | Finalização (estrangulamento brabo)   | CES MMA 50                                                | 15/06/2018 | 3     | 0:36  | Lincoln, Rhode Island       | Ganhou o Cinturão Peso Galo Vago do CES MMA.      |
| Vitória | 12-4   | Trent Meaux         | Nocaute (soco)                        | LFA 36: Simon vs. Zani                                    | 23/03/2018 | 1     | 1:41  | Cabazon, California         |                                                   |
| Vitória | 11-4   | Gustavo Lopez       | Nocaute (socos)                       | KOTC: Energetic Pursuit                                   | 24/02/2018 | 1     | 4:44  | Ontario, California         |                                                   |
| Vitória | 10-4   | Hugo Flores         | Finalização (guilhotina)              | Gladiator Challenge: Season's Beatings                    | 16/12/2017 | 1     | 0:29  | Rancho Mirage, California   |                                                   |
| Derrota | 9-4    | Patrick Mix         | Finalização (mata leão)               | KOTC: Ultimate Mix                                        | 18/11/2017 | 1     | 2:28  | Las Vegas, Nevada           | Volta aos Galos; Pelo Cinturão Peso Galo do KOTC. |
| Vitória | 9-3    | Willie Gates        | Finalização (mata leão)               | KOTC: Never Quit                                          | 02/09/2017 | 3     | 2:47  | Ontario, California         | Estreia nos Moscas.                               |
| Vitória | 8-3    | Chris Chavez        | Finalização (mata leão)               | Gladiator Challenge: Summer Feud                          | 10/06/2017 | 1     | 0:27  | San Jacinto, California     |                                                   |
| Vitória | 7-3    | Rick James          | Decisão (unânime)                     | KOTC: Groundbreaking                                      | 06/05/2017 | 3     | 5:00  | San Jacinto, California     |                                                   |
| Vitória | 6-3    | Dominic Nichols     | Nocaute Técnico (socos)               | Gladiator Challenge: Absolute Beatdown                    | 25/03/2017 | 1     | 0:20  | San Jacinto, California     |                                                   |
| Derrota | 5-3    | Ryan Lilley         | Decisão (dividida)                    | Gladiator Challenge: Battle Cage                          | 18/02/2017 | 3     | 3:00  | Rancho Mirage, California   | Pelo Cinturão Peso Galo do GC.                    |
| Vitória | 5-2    | Jimmy Marquez       | Nocaute Técnico (socos)               | Gladiator Challenge: Season's Beatings                    | 17/12/2016 | 1     | 1:23  | San Jacinto, California     | Volta aos Galos.                                  |
| Derrota | 4-2    | Juan Beltran        | Finalização (mata leão)               | Gladiator Challenge: Rampage                              | 22/10/2016 | 3     | 4:10  | Rancho Mirage, California   | Estreia nos Penas; Pelo Cinturão Peso Pena do GC. |
| Vitória | 4-1    | Mario Casares       | Nocaute Técnico (socos)               | ladiator Challenge: Wrecking Crew                         | 16/04/2016 | 1     | 0:42  | San Jacinto, California     |                                                   |
| Derrota | 3-1    | Jordan Winski       | Decisão (unânime)                     | Gladiator Challenge: Young Gunz                           | 30/01/2016 | 3     | 3:00  | San Jacinto, California     |                                                   |
| Vitória | 3-0    | Alfredo Perez       | Nocaute Técnico (socos)               | Gladiator Challenge: California State Championship Series | 17/10/2015 | 2     | 1:30  | San Jacinto, California     | Estreia nos Galos.                                |
| Vitória | 2-0    | James Villas        | Decisão (unânime)                     | Xplode Fight Series: Payback                              | 19/09/2015 | 3     | 5:00  | Valley Center, California   |                                                   |
| Vitória | 1-0    | Miguelito Marti     | Nocaute Técnico (socos)               | Gladiator Challenge: Showdown                             | 15/08/2015 | 1     | 0:54  | Rancho Mirage, California   | Estreia nos Galos.                                |